# Milvignes
Milvignes – miejscowość i gmina w zachodniej Szwajcarii, w kantonie Neuchâtel. Leży nad jeziorem Lac de Neuchâtel. Powstała 1 stycznia 2013 r. w wyniku połączenia gmin Auvernier, Bôle, Colombier.

## Demografia
W Milvignes mieszka 9217 osób. W 2021 roku 18,7% populacji gminy stanowiły osoby urodzone poza Szwajcarią. 

## Transport
Przez teren gminy przebiegają autostrada A5 oraz drogi główne nr 5, nr 173 i nr 174. 
Na terenie gminy leży nieznaczna część portu lotniczego Neuchâtel, reszta natomiast leży na terenie miasta Boudry.